# 宁希里茨
宁希里茨（德語：Nünchritz）是德国萨克森州的一个市镇，隶属于迈森县。总面积为31.28平方千米，截至2020年总人口为5505人。